# قطبش‌سنج

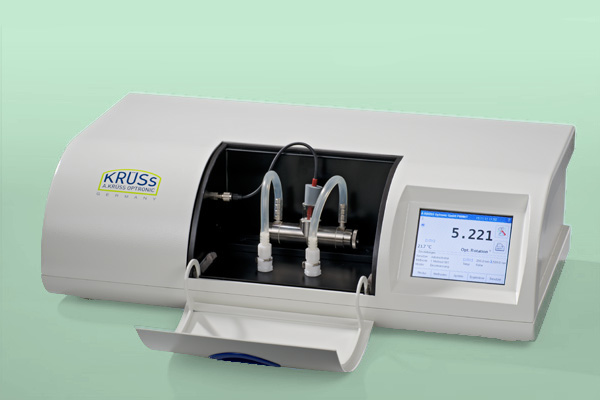
یک قطبش‌سنج خودکار دیجیتال.

به دستگاهی که میزان انحراف نور قطبیده (پلاریزه) را اندازه می‌گیرد قُطبش‌سنج یا پلاریمتر (انگلیسی: Polarimeter) گفته می‌شود.
به عبارتی دیگر، قطبش‌سنج ابزاری علمی است که برای اندازه‌گیری زاویه چرخشی که نور قطبیده حین عبور از یک ماده فعال نوری دارد، به کار می‌رود.
برخی مواد شیمیایی از نظر نوری فعال هستند و نور قطبیده (یک‌جهتی) هنگام عبور از این مواد یا به سمت چپ (پادساعت‌گرد) یا به سمت راست (ساعت‌گرد) می‌چرخد. میزان چرخش نور در این حالت، زاویه چرخش نامیده می‌شود. زاویه چرخش عمدتاً به عنوان زاویه مشاهده معروف است.
بنابر این از قطبش‌سنج برای اندازه‌گیری راست‌بری و چپ‌بری محلول‌ها استفاده می‌شود.

## اجزای اصلی قطبش‌سنج
منبع نورانی تکرنگ (چشمه نور تکرنگ)
منشور قطبنده نور (پلاریزور)
منشور تجزیه‌کننده (آنالیزور نور)
لوله آزمون
تیغه نیم موج
عدسی محدب
ردیاب نوری
علت اینکه در قطبش‌سنج از چشمه نور تک‌رنگ استفاده می‌شود، این است که میزان چرخش نور با طول موج تغییر می‌کند. از این‌رو از نور تک‌فام استفاده می‌شود. از نظر تاریخی از خط D سدیم استفاده می‌شود، برای این منظور از لامپ بخار سدیم با صافی که تمام طول موج‌ها به استثنای خط D را حذف می‌کند، استفاده می‌شود. لامپ‌های بخار جیوه هم سودمند می‌باشند، از خط ۵۴۶ نانومتر بدین منظور استفاده می‌شود. عدسی محدب به منظور بزرگ نشان دادن تصویر می‌باشد که بعد از آنالیزور قرار می‌گیرد. ردیاب نوری موجود ممکن است چشم انسان باشد، اگرچه اخیراً پولاریمترهای فتوالکتریکی نیز ساخته شده‌است.

## طرز کار
در قطبش‌سنج، قطبش‌سنج و تجزیه‌کننده هر دو از نوع منشور نیکول انتخاب می‌شوند و بین این دو لوله آزمون قرار می‌گیرد که مختص محلول مورد آزمایش است. استفاده از منشور نیکول برای ایجاد نور قطبیده و تعیین میزان چرخش نور است. اساساً می‌توان دو منشور را عمود برهم قرار داد که بدین ترتیب شدت نور در عدم حضور نمونه به کمترین مقدار خود می‌رسد. نمونه با چرخش نور، شدت نور را افزایش می‌دهد و با چرخش آنالیزور می‌توان دوباره نور را به حداقل رساند. مقدار زاویه چرخش آنالیزور مربوط به قدرت چرخش نمونه است.
از آنجا که نمی‌توان کمترین مقدار شدت نور را با چشم یا ردیاب‌های فتوالکتریک تعیین کرد، از این‌رو از دستگاهی به نام سایه‌ساز استفاده می‌شود. این دستگاه یک تیغه نیم موج است که بین لوله و قطبنده قرار می‌گیرد و به کمک آن دو نیم دایره که یکی روشنتر از دیگری است ایجاد می‌شود، قسمت روشن مربوط به نیمی از نور است که از تیغه عبور می‌کند و نیمه تاریک مربوط به نیم دیگر نور است که از اطراف تیغه می‌گذرد.
با چرخش آنالیزور هر دو نیم‌دایره از نظر شدت نور برابر می‌شوند.
در عدم حضور نمونه، درجه‌ای که روشنایی دو نیم دایره یکسان شد، صفر دستگاه می‌باشد.
اگر نمونه از نظر نوری فعال باشد، با قرار دادن آن در لوله، دوباره دو نیم دایره تاریک و روشن دیده می‌شود. سپس با چرخش آنالیزور شدت نور یکسان می‌شود و درجات چرخش از روی صفحات مندرج آنالیزور خوانده می‌شود. با استفاده از دستگاه‌های فتوالکتریک بجای چشم می‌توان میزان چرخش را با دقت ۰٫۰۰۱ درجه تعیین کرد.

## کاربردها
بعضی از مواد شیمیایی دارای خاصیتی هستند که نور قطبیده را منحرف می‌کنند این خاصیت به خاطر وجود کربن نامتقارن در ساختمان شیمیایی آنها می‌باشد.
از این خاصیت برای شناسایی و تعیین غلظت مواد استفاده می‌کنند مهترین این مواد ساکارز، مواد دارویی و عطرها می‌باشند که نور قطبیده را به راست یا چپ محرف می‌کنند از این خاصیت برای تعیین درصد قند ساکارز در کارخانه‌های تولید قند استفاده می‌شود
این دستگاه قابل استفاده برا ی اندازه‌گیری‌های غلظت و چرخش نور برای صنایع مواد غذایی، شکر، عطرها، صنایع وابسته به داروسازی و شیمیایی است.
تجزیه کمی مولکول‌های دست‌سان (دارای اتم کربن نامتقارن) به‌طور کلی با انواع گوناگون قطبش‌سنج‌ها انجام می‌گیرد.